# Pilosella anchusoides
Pilosella anchusoides là một loài thực vật có hoa trong họ Cúc. Loài này được Arv.-Touv. miêu tả khoa học đầu tiên.